# UberAir
UberAir（ウーバーエア）は、かつてアメリカのウーバー社が進めていた空飛ぶタクシーのライドシェアサービスのこと。
ウーバーは2016年に発表したWhite paperの中で空飛ぶクルマを使ったタクシーサービスを発表した。機体の開発や発着場の建設などは他社に任せてウーバー自身はサービスの運用に注力する。
機体開発を担当するパートナーにはベル、ボーイング、カレム・エアクラフト、Jaunt Air Mobility、ピピストレル、エンブラエル、ジョビー・アヴィエーションなどが選ばれていた。